# Йохан фон Салис
Йохан фон Салис (на немски: Johann Ulrich Graf von Salis-Seewis) е австро-унгарски военен офицер от Първата световна война.

## Биография

### Ранни години
Йохан фон Салис е роден на 8 декември 1862 година в Карловац, тогава в Кралство Хърватия и Словения, днес Хърватия. Той е третото дете на Гауденц Гюбер Комте Салис-Зеевис (1824 – 1873) от стар швейцарски аристократичен род и съпругата му Вилхемина Добринович от стара хърватска благородна фамилия от Босна. След като влиза във военно училище Салис е изпратен като военен съветник в Скопие, Косовски вилает на Османската империя, където организира австро-унгарската мисия, част от международна такава за реформиране на Османската жандармерия. Той заема този пост между 1903 и 1905 година. След като се завръща в Австро-Унгария служи в 86-и пехотен полк в Будапеща, преди да се присъедини към 76-и пехотен полк в Естергом. Между 1908 и 1911 година е командир на 79-и пехотен полк, а в 1911 година е в Риека, където командва 71-а пехотна бригада. Повишен е на майор генерал на 9 май 1912 година.

### Следвоенен период
На 11 ноември 1918 година в края на войната е повишен в фелдцеугмайстер. След загубата на Австро-унгария и Централните сили, се преселва в Хърватия, където получава държавен пост в новосъздаденото Кралство на Сърби, Хървати и Словенци. По-късно се присъединява към движението Усташа. Умира на 24 октомври 1940 година в Загреб.